# Latina Calcio 1932
Società Sportiva Dilettantistica a r.l. Latina Calcio 1932 – włoski klub piłkarski z siedzibą w Latinie. Obecnie gra w Serie C.
W sezonie 2012/13 klub po raz pierwszy awansował do Serie B.